# Аткинс (Арканзас)
Аткинс — город в округе Поп, штат Арканзас, США. Город является частью микрополитической статистической зоны Расселвилла, в которую входят округа Поп и Йел.

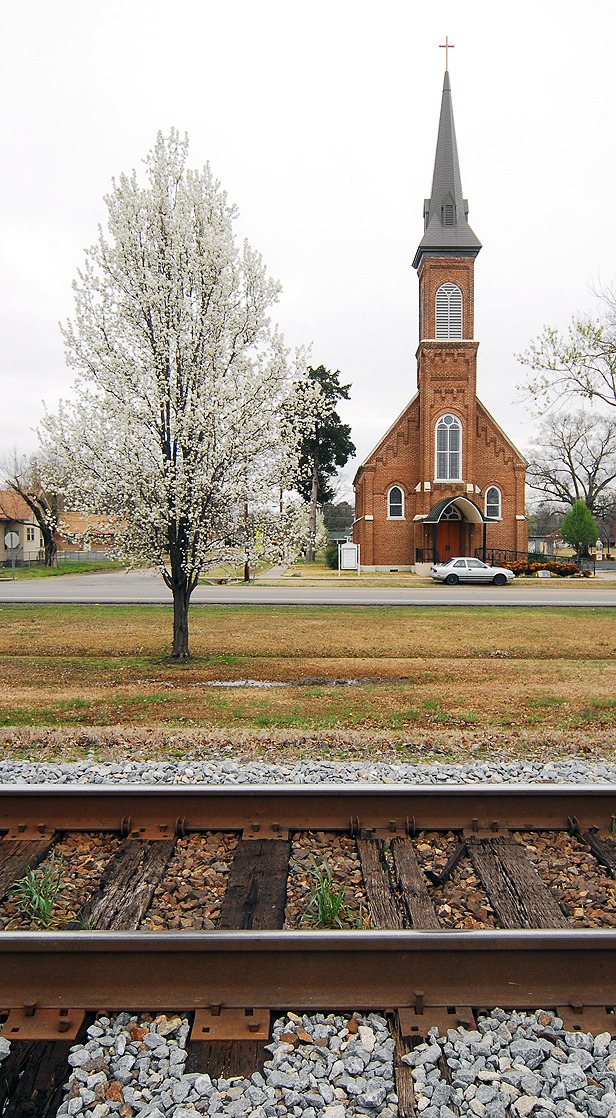
Католическая церковь Аткинса

## География
Аткинса находится на 35 ° 14'37 "N 92 ° 56'18" W(35,243485, -92,938212).
По данным Бюро переписи населения США, город имеет общую площадь 6,1 квадратных миль (16 км²), всё это земля.

## Демография
| 1880 | 1890 | 1900 | 1910 | 1920 | 1930 | 1940 | 1950 | 1960 | 1970 | 1980 | 1990 | 2000 | 2010 | 2019 |
| ---- | ---- | ---- | ---- | ---- | ---- | ---- | ---- | ---- | ---- | ---- | ---- | ---- | ---- | ---- |
| 519  | 660  | 745  | 1258 | 1529 | 1364 | 1322 | 1291 | 1391 | 2015 | 3002 | 2834 | 2878 | 3016 | 3037 |

## Известные выходцы
• Эллис Киндер, питчер Высшей бейсбольной лиги Америки
• Норрис Чёрч Мейлер, писатель, жена Нормана Мейлера